# Stanisław Wyspiański Múzeum

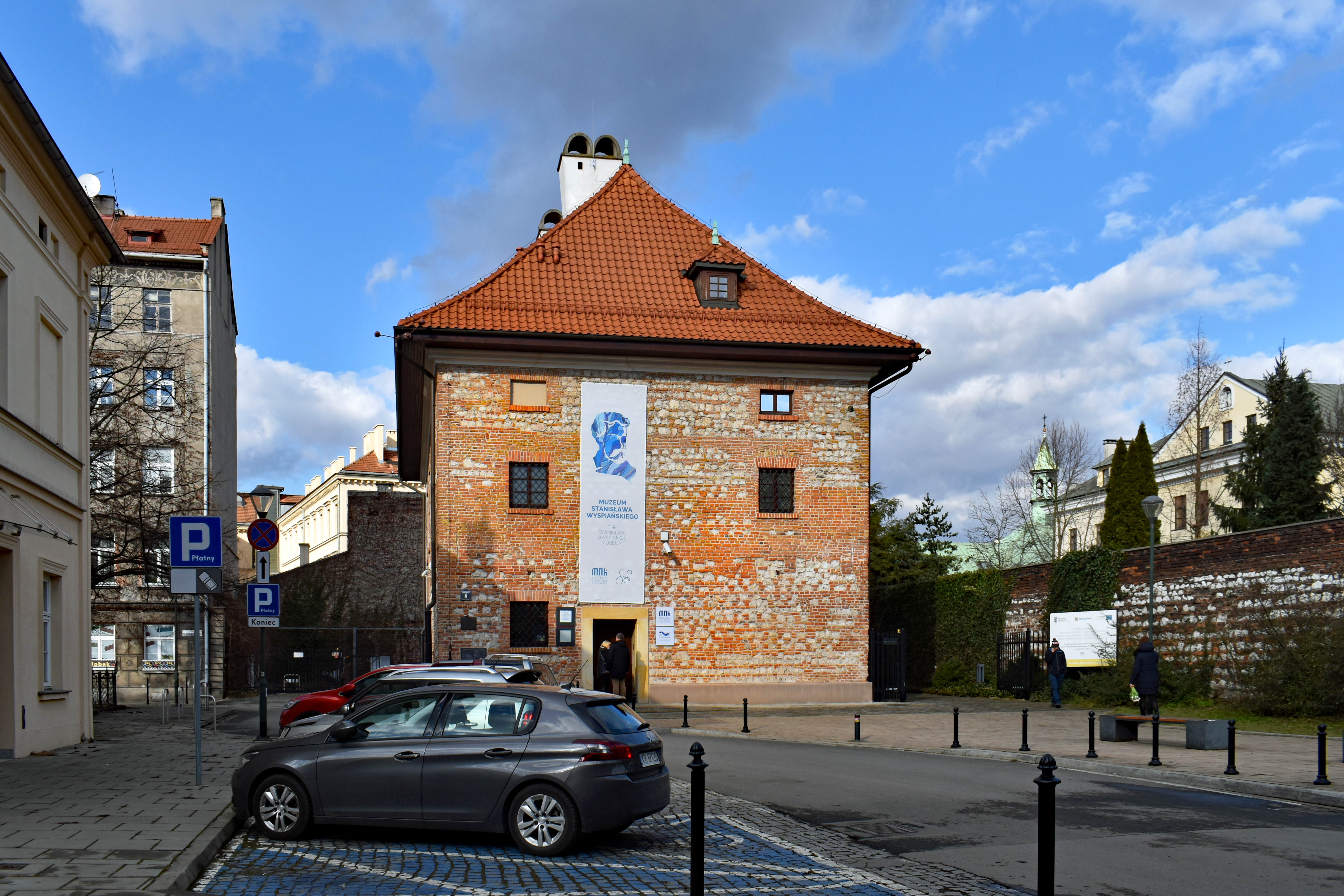
A múzeum bejárata

A Stanisław Wyspiański Múzeum 1983. november 28-án nyílt meg a Kanonicza utca 9. szám alatti lakóházban a Krakkói Nemzeti Múzeum fiókintézményeként.
A Wyspiański Múzeum gyűjteményei között szerepelnek a krakkói Waweli székesegyház ólomüveg ablakainak tervei, amelyeket a művész 1901-ben adott át a Nemzeti Múzeumnak. 1920-ban további Wyspiański-művekkel bővítették a művészetbarát Feliks Jasieński gyűjteményéből.
Stanisław Wyspiański festőművész tizenegy évig élt ugyanabban az utcában. A múzeumot már 2002-ben be kellett zárni a Krakkói főegyházmegye tulajdoni igénye miatt. 2004 és 2012 között a múzeum a Szczepański téren, a Szołayski-házban működött.
2021. december 2-tól Wyspiański munkái a régi magtárban kerülnek bemutatásra. A jelenlegi múzeum épülete a 18. században épült. Magtár, gyár, üzlet és a Lengyel Köztársaság Építészszövetségének székhelye volt. 1945 után a Nemzeti Múzeum birtokába került, és hosszú évekre műalkotások raktárává vált. A 2013–2021-es években az Európai Kulturális Központ „Európa” címmel kiállítást rendezett benne.
A gyűjtemény az egyik legnagyobb Lengyelországban: festmények, vázlatok, tervek, több mint 1100 tárgy található a múzeumban. Magánkönyvgyűjtemény, személyes emléktárgyak, kéziratok és fényképek is szerepelnek benne.

## Képgaléria

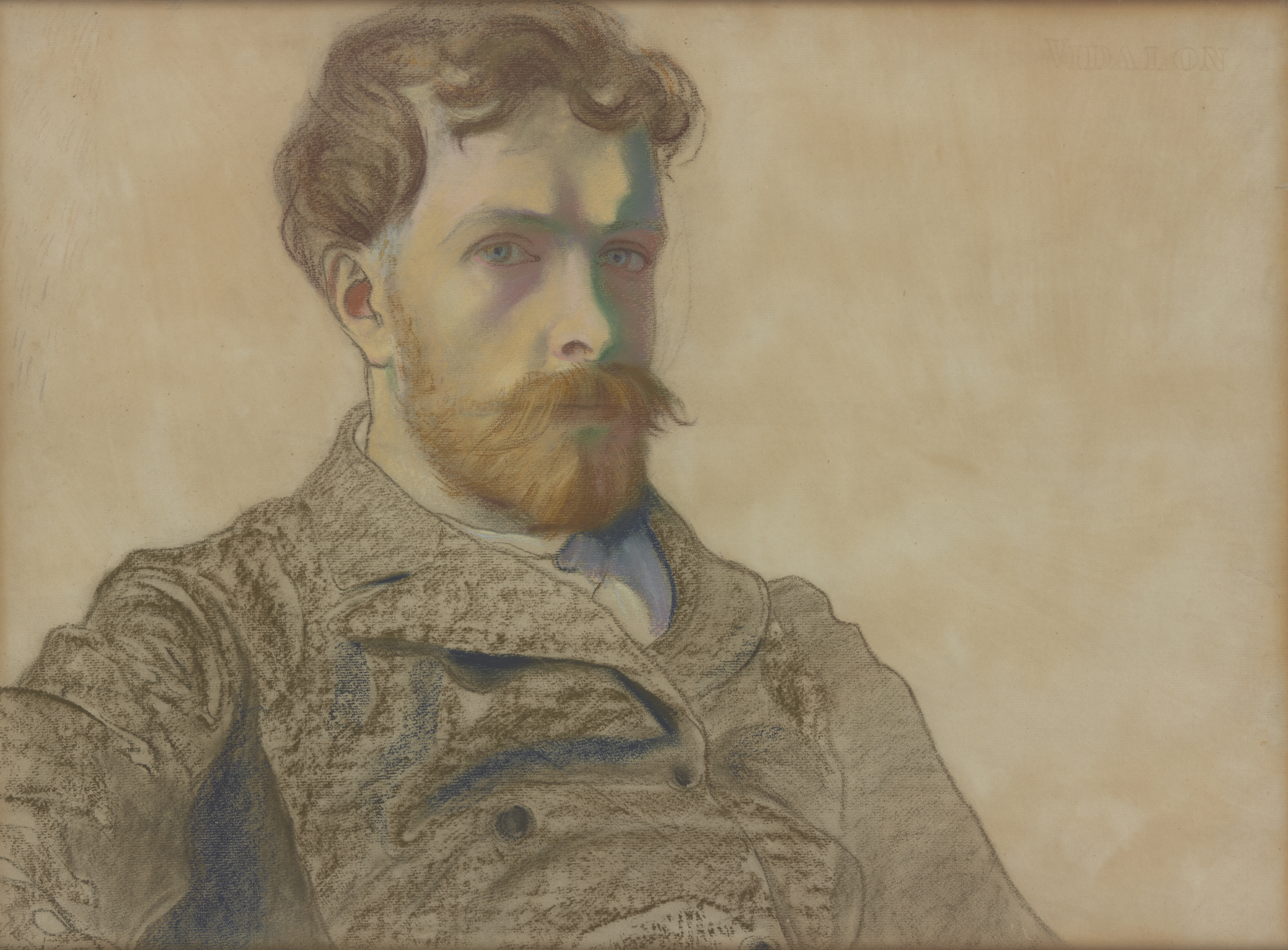
Önarckép (1903)
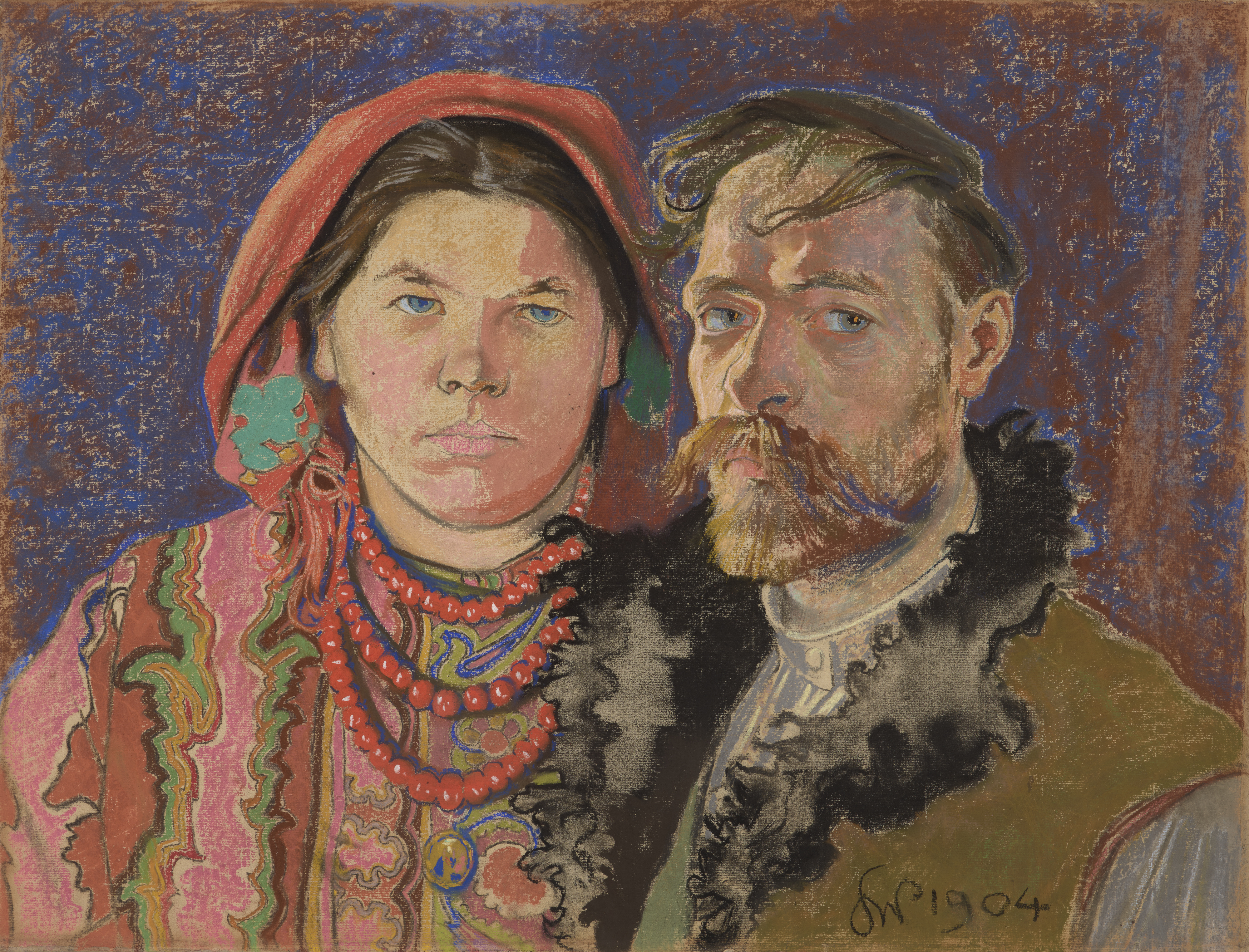
A feleségével (1904)
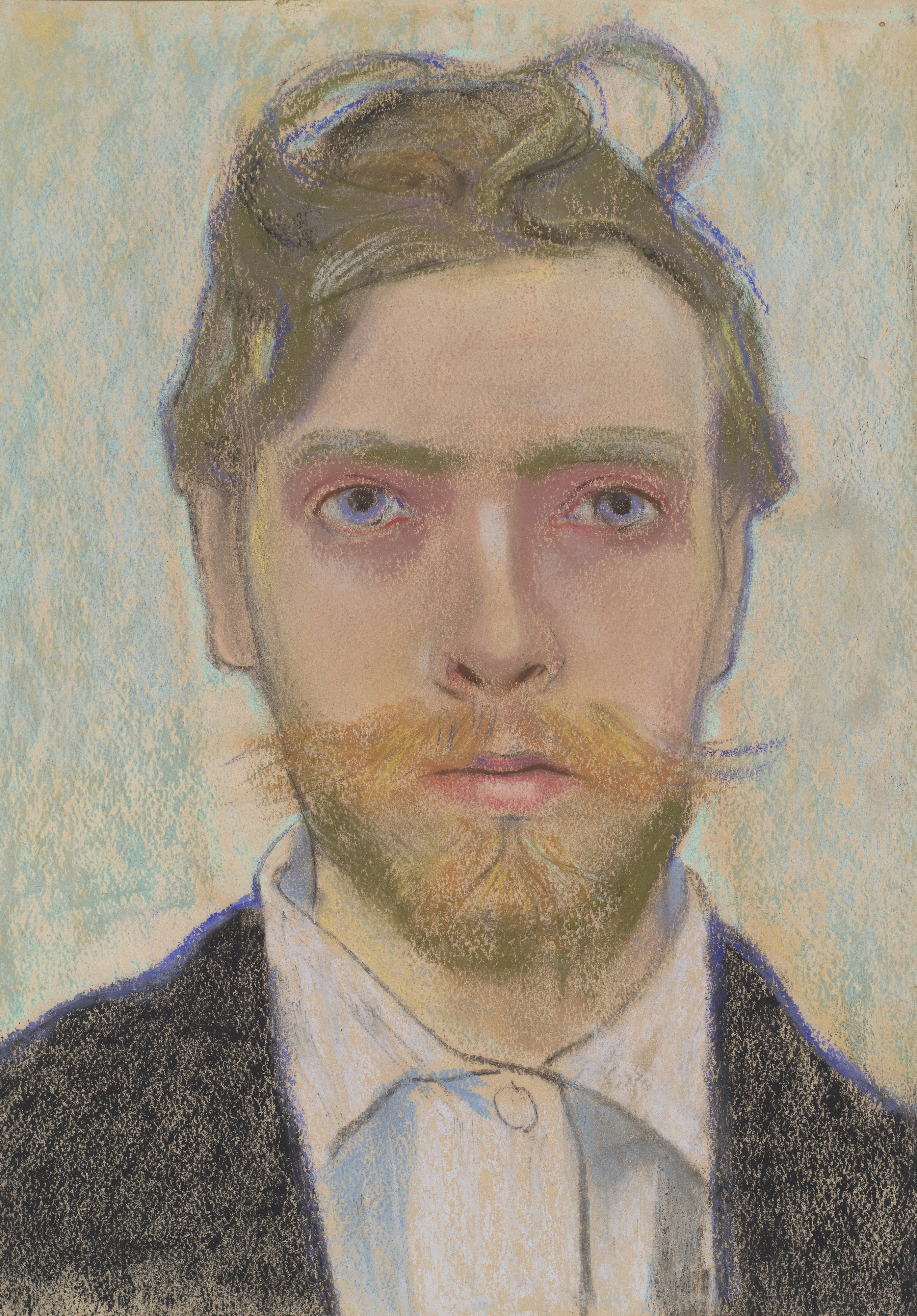
Önarckép (1897)
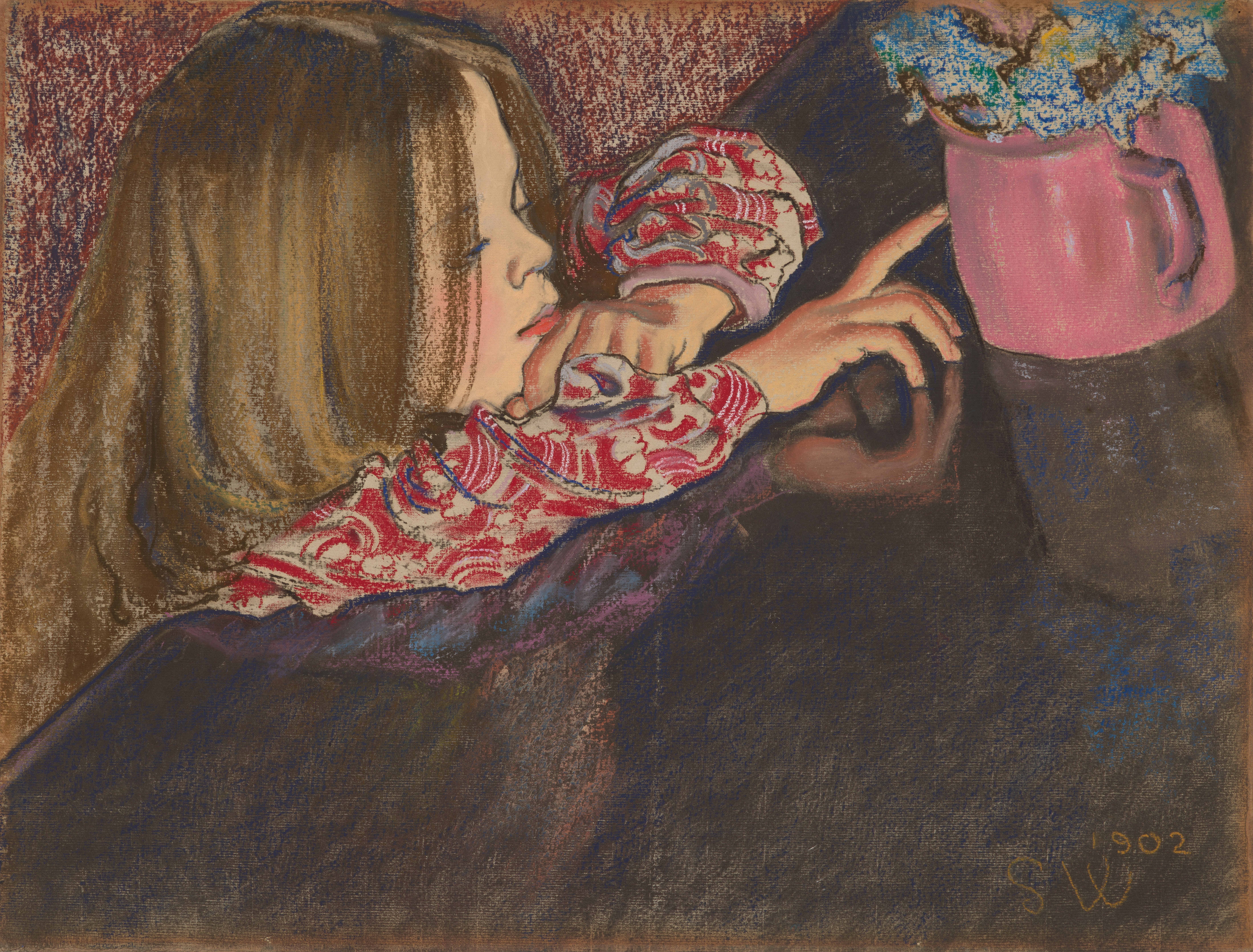
Helenka vázával (1902)
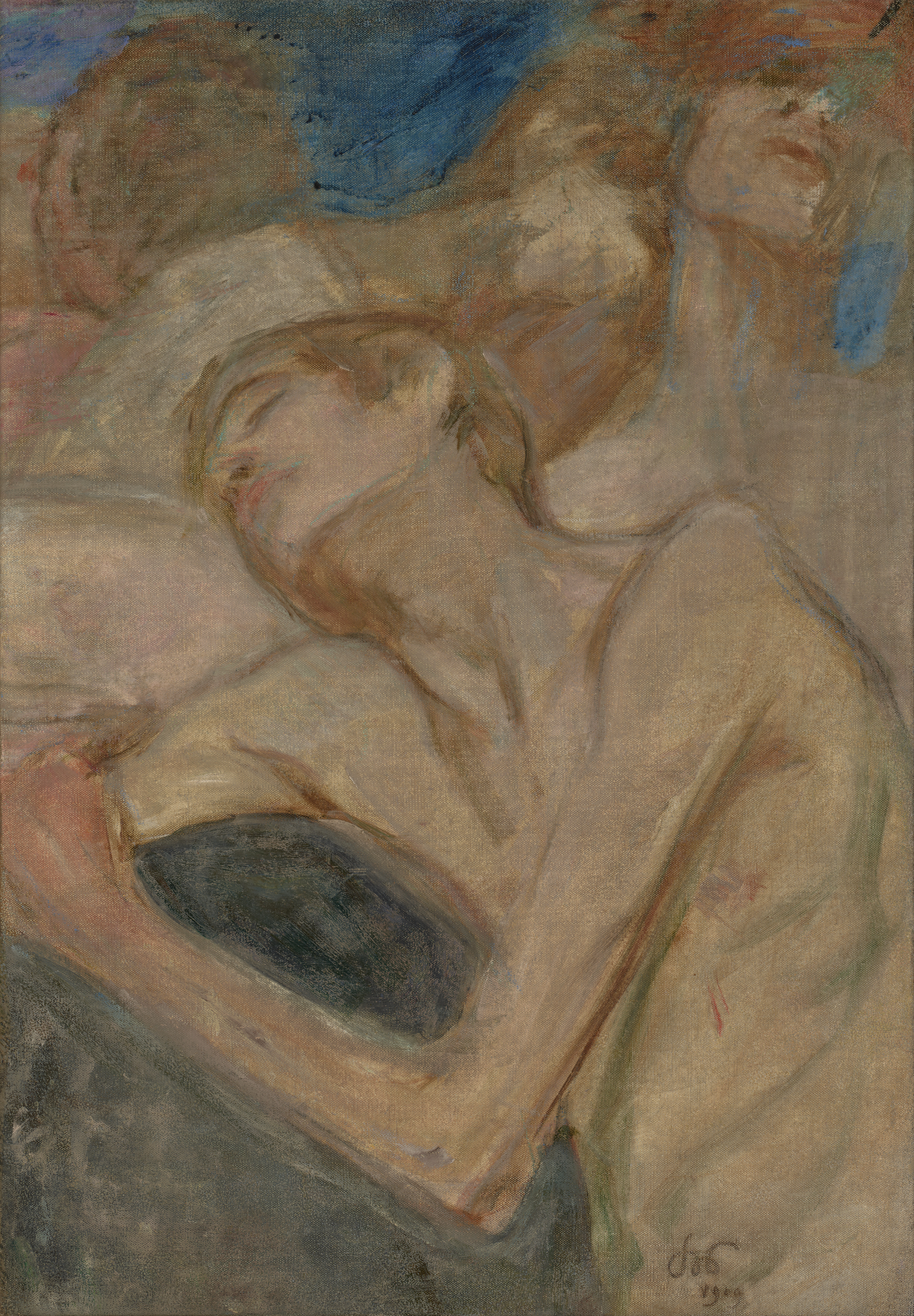
Kompozíció – akt tanulmány (1900)
Anyaság (1905)

## Fordítás
- Ez a szócikk részben vagy egészben  a   Wyspiański-Museum Krakau című német Wikipédia-szócikk ezen változatának fordításán alapul.  Az eredeti cikk szerkesztőit annak laptörténete sorolja fel. Ez a jelzés csupán a megfogalmazás eredetét és a szerzői jogokat jelzi, nem szolgál a cikkben szereplő információk forrásmegjelöléseként.